# Bemowo-Lotnisko
Bemowo-Lotnisko – obszar MSI w Warszawie, w dzielnicy Bemowo.

## Położenie
Bemowo-Lotnisko znajduje się pomiędzy:
- ul. Dywizjonu 303 od południa,
- granicą byłych terenów wojskowych od wschodu (przyległych do WZL),
- ul. Piastów Śląskich i ogrodzeniem Lotniska Babice od północy,
- ul. Dostępną – Radiową – Powstańców Śląskich od zachodu.

## Opis
Bemowo-Lotnisko wzięło swoją nazwę od istniejącego tu lotniska wojskowego nazywanego Lotnisko Babice (zwyczajowo nazywanego Lotniskiem Bemowo). Lotnisko znacznie pomniejszono na początku lat 80. w związku z bliskością aglomeracji warszawskiej. Do dziś widoczne są drogi startowe lotniska – na płytach lotniska zlokalizowana jest m.in. ulica Powstańców Śląskich, Widawska i Osmańczyka. W głębi osiedla znajduje się też teraz stara wieża kontroli lotów i kilka hangarów.